# Piqua (Ohio)
Piqua es una ciudad ubicada en el condado de Miami en el estado estadounidense de Ohio. En el Censo de 2010 tenía una población de 20 522 habitantes y una densidad poblacional de 666,58 personas por km².

## Geografía
Piqua se encuentra ubicada en las coordenadas 40°9′1″N 84°14′35″O / 40.15028, -84.24306. Según la Oficina del Censo de los Estados Unidos, Piqua tiene una superficie total de 30.79 km², de la cual 30.1 km² corresponden a tierra firme y (2.25%) 0.69 km² es agua.

## Demografía
Según el censo de 2010, había 20522 personas residiendo en Piqua. La densidad de población era de 666,58 hab./km². De los 20522 habitantes, Piqua estaba compuesto por el 92.38% blancos, el 3.33% eran afroamericanos, el 0.24% eran amerindios, el 0.67% eran asiáticos, el 0.01% eran isleños del Pacífico, el 0.43% eran de otras razas y el 2.94% pertenecían a dos o más razas. Del total de la población el 1.35% eran hispanos o latinos de cualquier raza.